# Дзеркальний струмінь
Дзерка́льний стру́мінь (Скляна струмина) — альтанка і фонтан у центрі Харкова, один із сучасних символів міста.
Альтанка-фонтан «Дзеркальний (Скляний) струмінь» розташована на вулиці Сумській у сквері Перемоги, навпроти будівлі Харківського театру опери та балету. Дзеркальний струмінь був споруджений 1947 року за проєктом архітектора В. І. Коржа.

## Історія будівництва

### Передісторія

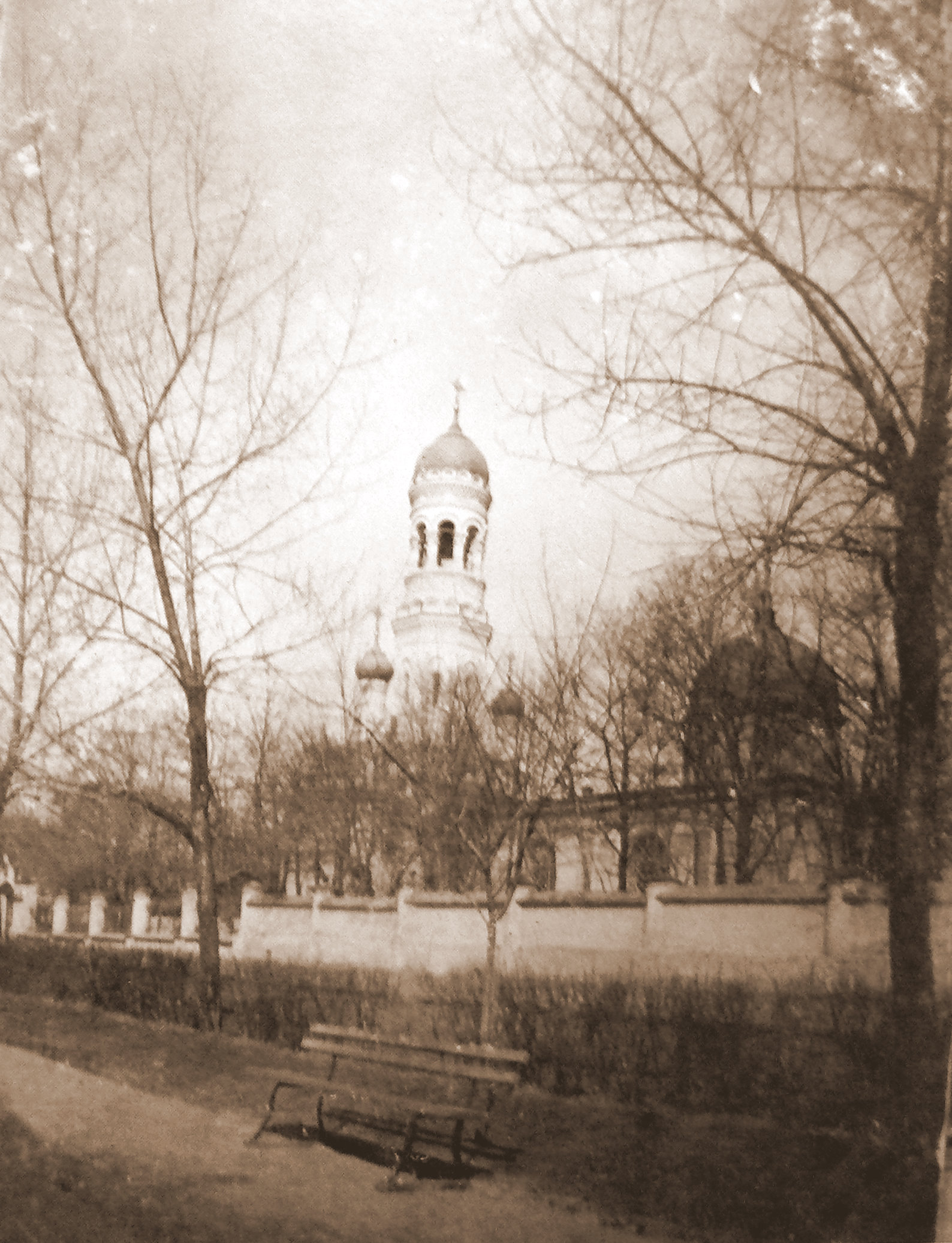
Мироносицька церква із дзвіницею (1911) з боку Мироносицької площі. Містилася на місці сучасного «Дзеркального струміня» до 1930

Фонтан-альтанка «Дзеркальний струмінь» розташований у майже правильному квадраті між вулицями Сумською, Жон Мироносиць, Скрипника та Чернишевською.
Місце, на якому споруджено оригінальний пам'ятник-пам'ятку архітектури, має багату історію. Спершу тут містився цвинтар, через це на цьому місці звели дерев'яний храм — Мироносницьку церкву, перша згадка про яку датується 1701 роком.
У 1781—1783 на місці дерев'яної церкви було збудовано кам'яну. 1792 року в зв'язку з розростанням житлових міських кварталів цвинтар на території храму скасували, тут утворилася Мироносицька площа. У 1813—19 роки церкву значно перебудували й розширили, пізніше протягом XIX століття вона ще не раз перебудовувалась і розширялась.
У 1909—1911 до церкви прибудували дзвіницю, що за розміром була другою в місті після дзвіниці Успенського собору.
Мироносицьку церкву було знесено 11 березня 1930 року. Радянська влада планувала на її місці звести будівлю «Театру масового музичного дійства», в якому б суміщались цирк, театр і кінотеатр, але після перенесення столиці УРСР до Києва початкові плани лишились нереалізованими. Відтак, на місці новоутвореної пустки в 1930-ті роки було влаштовано тролейбусний парк просто неба.
За однією з версій, що ґрунтується на спогадах колишніх партійних співробіників Харківського обкому партії, історія спорудження фонтану-альтанки пов'язана з тим, що наприкінці 1940-х до Харкова приїхав тодішній перший секретар ЦК Компартії УРСР Микита Хрущов. Начебто, він визирнув у вікно з кабінету начальника Харківського обкому партії Віктора Чураєва (будівля обкому в ті часи містилася за адресою вул. Мироносицька, 1). Тролейбусний парк, вочевидь, справив на нього не найкраще враження, і майбутній керівник СРСР висловив керівнику харківських комуністів невдоволення побаченим з «обкомівського» вікна. У результаті цієї розмови «на підвищених тонах» стало рішення харківської партійної влади розбити на цьому місці сквер з фонтаном.
Там, де був розташований тролейбусний парк, методом загальногромадського народного будування в 1946—47 роках було закладено сквер «Перемоги» з басейном і фонтаном-альтанкою, що майже відразу отримала народну назву «Дзеркальний струмінь». Загальне планування скверу і фонтану було розроблено архітекторами О. М. Касьяновим, В. І. Коржом і А. С. Маяк.
Поруч з фонтаном-альтанкою було зведено басейн, який спершу обнесли простим цегляним парканом, а в 1970-ті його замінили на гранітний.
1958 року на честь святкування 40-річчя Ленінського комсомолу на території скверу було відкрито алею комсомольців-героїв.

### Реконструкція
Улітку 2007 року до 60-ліття "Дзеркального струменю" було здійснено його реконструкцію. 7 серпня запрацював оновлений фонтан, під час реконструкції якого встановили 137 форсунок, 2 установки штучного туману і 135 прожекторів. Чашу фонтану, що вміщує 350 тонн води, облицювали плиткою, стінки — мармуром.

## Цікаві факти
- Альтанка «Дзеркальний струмінь» у Харкові є одним із символів міста — таким чином у північно-східних обласних центрах Лівобережної України (Харків, Суми і Полтава) міськими символами є альтанки — відповідно «Дзеркальний струмінь», Сумська Альтанка, Біла альтанка.
- Харківський «Дзеркальний струмінь» повністю повторює проєкт аналогічної споруди в російському курортному місті Кисловодськ на Північному Кавказі[джерело не вказане 423 дні].
- Харківська кондитерська фабрика від 1980-х років випускає шоколадні цукерки в подарункових коробках «Дзеркальний струмінь» із зображенням пам'ятника.

## Галерея

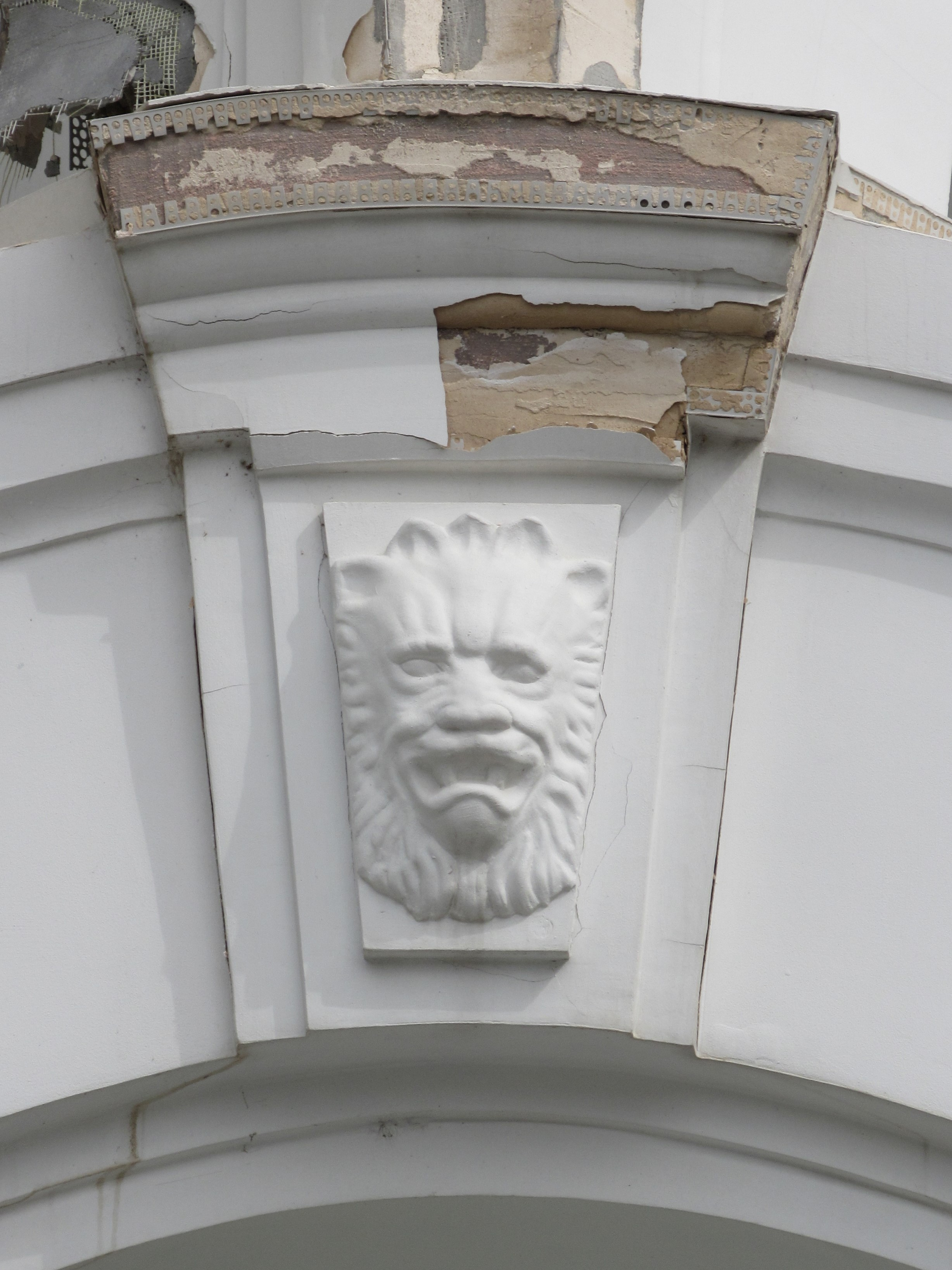
Ліпнина голови на ключі
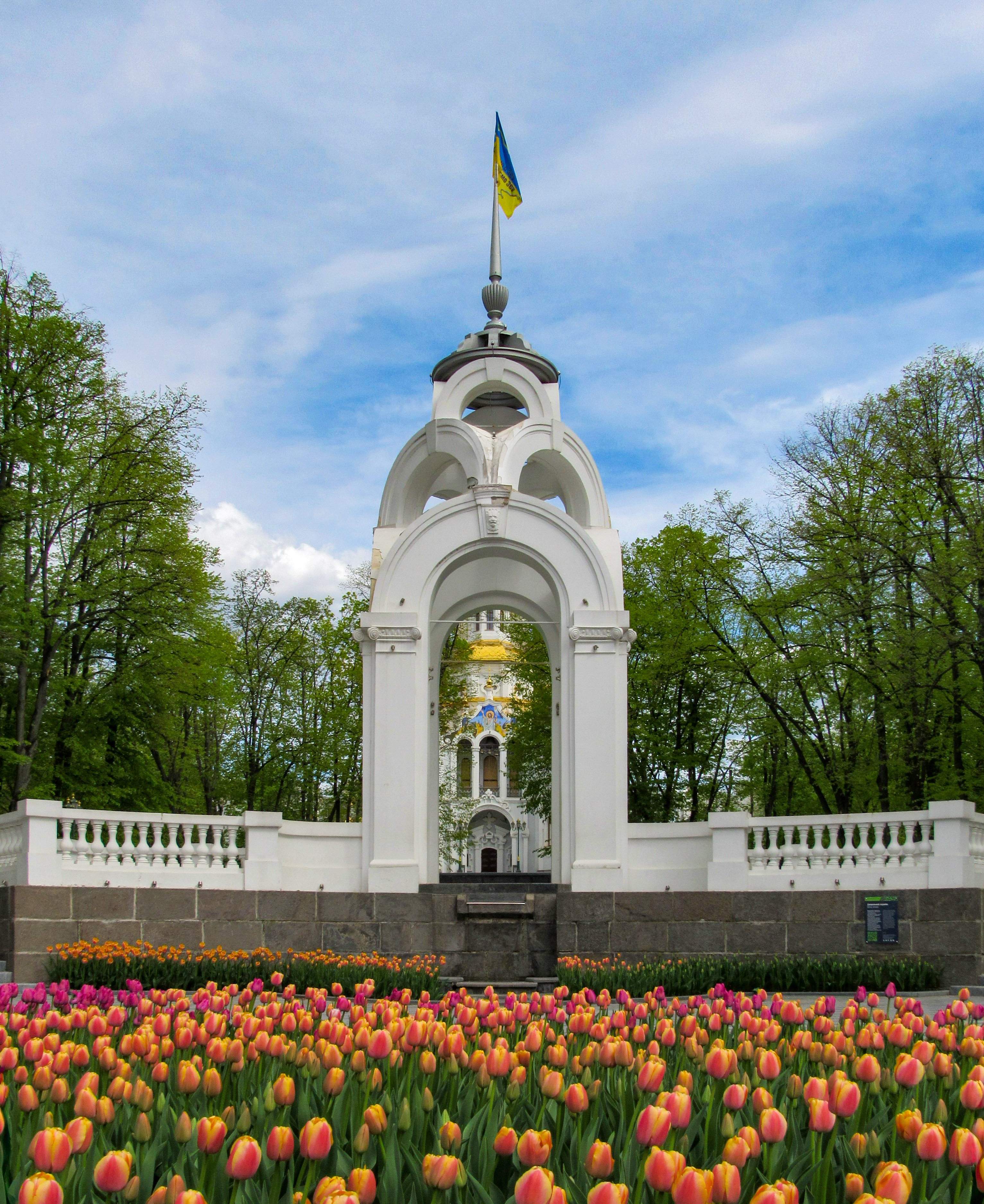
Дзеркальний струмінь навесні
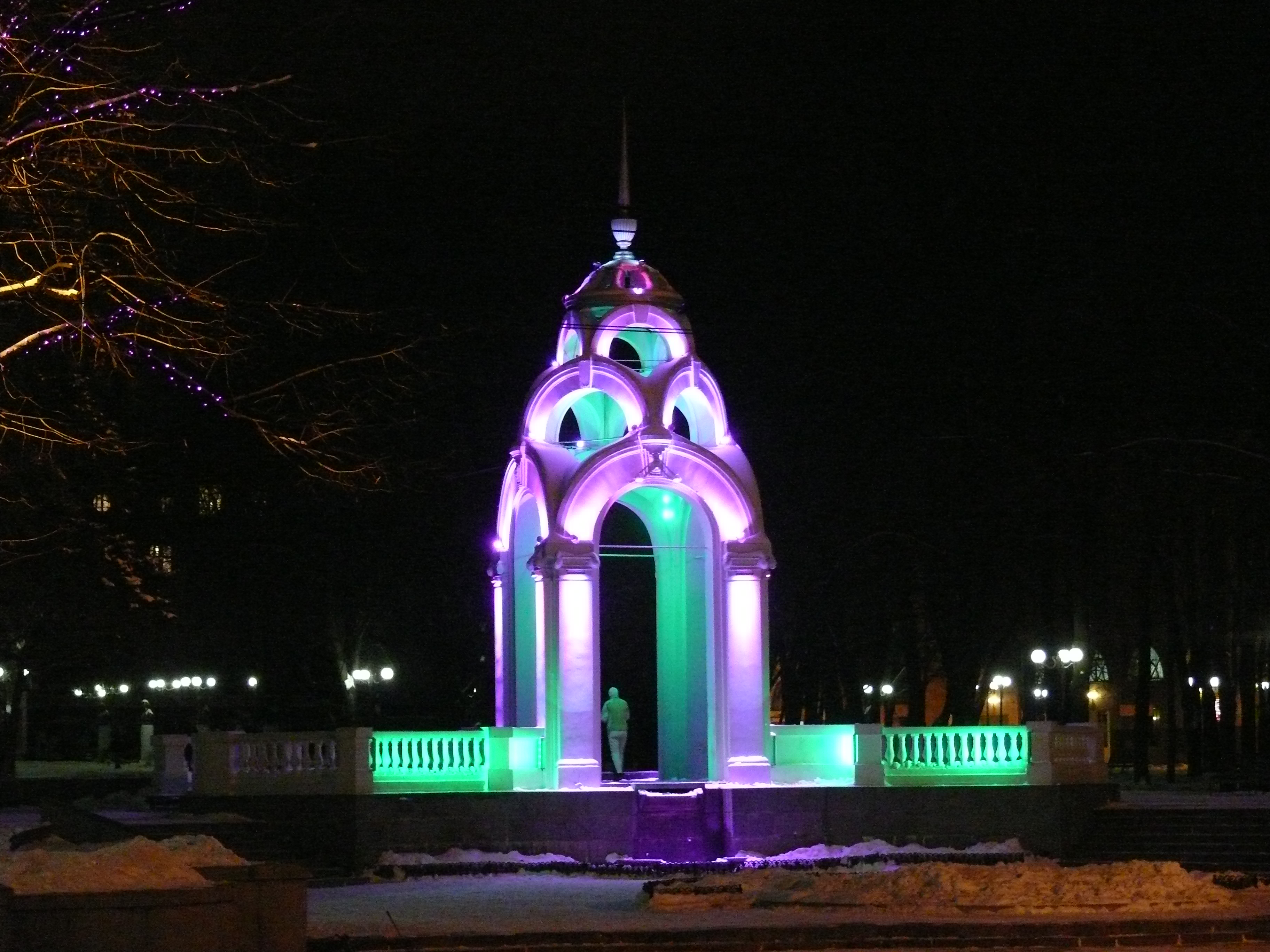
Альтанка вночі
Фонтанний комплекс до будівництва церкви (2007)
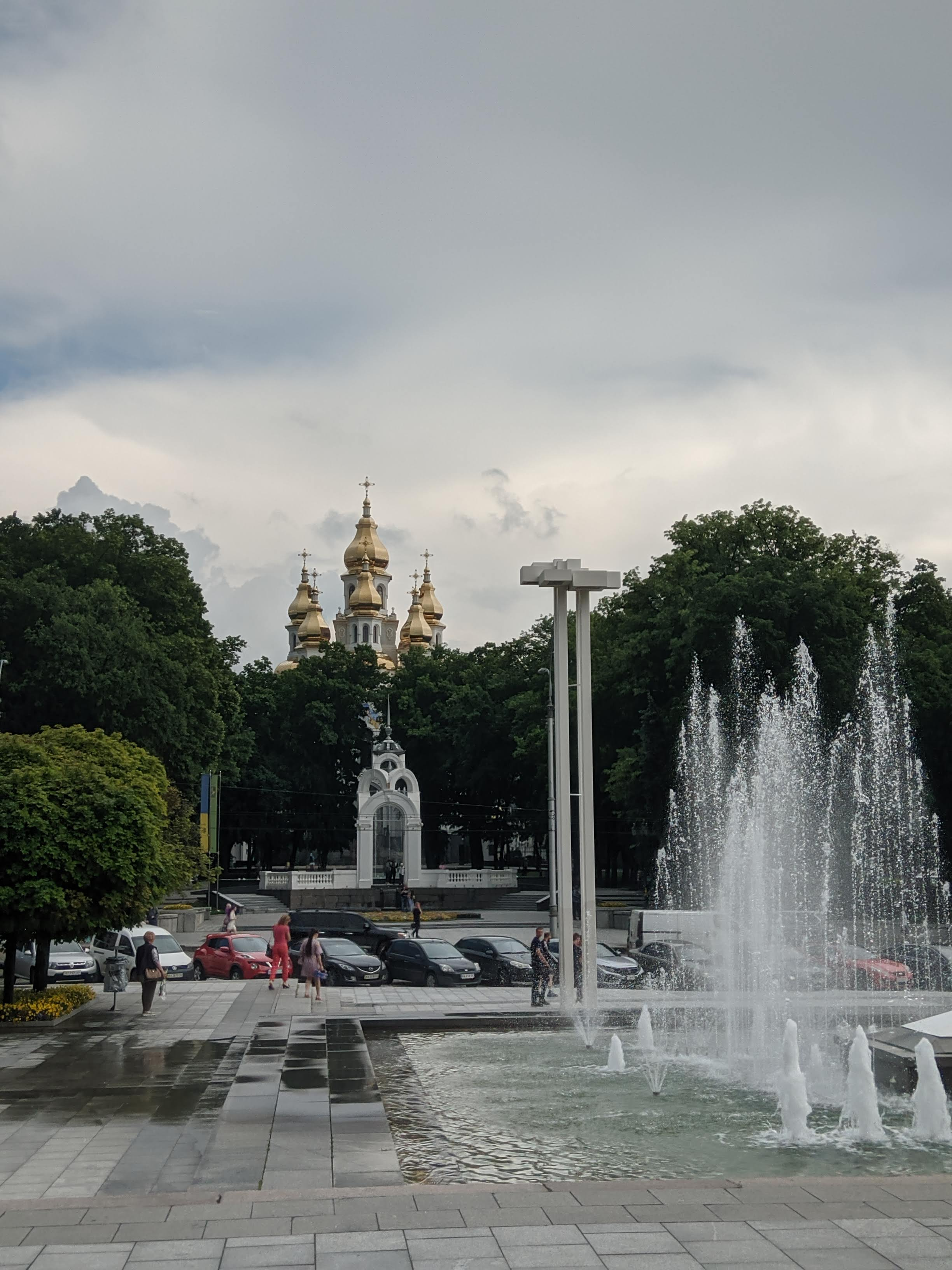
Дзеркальний струмінь після будівництва церкви (2021)

## Виноски
1. ↑  https://www.google.com.ua/books/edition/Char_kov_i_Char_kov%C4%8Dane/vj0KAQAAIAAJ?hl=uk&gbpv=1&bsq=Скляна+струмина&dq=Скляна+струмина&printsec=frontcover
2. ↑  Клейн Б. Г., Лаврентьев И. Н., Лейбфрейд А. Ю. и др. Харьков : Архитектура, памятники, новостройки : Путеводитель. — Харьков : Прапор, 1987. — С. 50.
3. ↑  Протоиерей Николай Лобарский. Харьковская Крестовоздвиженская (Мироносицкая) церковь 1783-1908 гг. — Харьков : Райдер, 2007. — ISBN 978-966-8246-72-2.
4. ↑  Дзеркальний струмінь: символ, що народився випадково // www.mediaport.ua (рос.)
5. ↑  Дьяченко Н. Т. Улицы и площади Харькова., Харьков: «Прапор», 1977, стор. 133 (рос.)
6. ↑  новина в газеті «Вечірній Харків»: Зеркальная струя прихорашивается. Архів оригіналу за 21 листопада 2007. Процитовано 26 жовтня 2009.
7. ↑  Новина на офіційному вебсайті Харківської міськради: В Харькове открыли новый фонтан. Архів оригіналу за 14 квітня 2012. Процитовано 11 квітня 2019.